# Zeta Caeli
Zeta Caeli (ζ Cae / ζ Caeli) é uma estrela na constelação de Caelum.
ζ Caeli é uma estrela subgigante laranja tipo K com uma magnitude aparente de +6,35. Ela está a aproximadamente 514 anos-luz da Terra.